# Flaken (Långasjö socken, Småland)
Flaken är en sjö i Emmaboda kommun och Tingsryds kommun i Småland och ingår i Nättrabyåns huvudavrinningsområde. Sjön är 7 meter djup, har en yta på 1,74 kvadratkilometer och är belägen 132,1 meter över havet. Vid provfiske har bland annat abborre, braxen, gädda och mört fångats i sjön.

## Delavrinningsområde
Flaken ingår i det delavrinningsområde (627048-147376) som SMHI kallar för Utloppet av Flaken. Medelhöjden är 147 meter över havet och ytan är 14,68 kvadratkilometer. Det finns inga avrinningsområden uppströms utan avrinningsområdet är högsta punkten. Vattendraget som avvattnar avrinningsområdet har biflödesordning 3, vilket innebär att vattnet flödar genom totalt 3 vattendrag innan det når havet efter 46 kilometer. Avrinningsområdet består mestadels av skog (70 procent). Avrinningsområdet har 1,72 kvadratkilometer vattenytor vilket ger det en sjöprocent på 11,7 procent.

## Fisk
Vid provfiske har följande fisk fångats i sjön:
- Abborre
- Braxen
- Gädda
- Mört
- Sutare